# Pero rogenhoferi
Pero rogenhoferi là một loài bướm đêm trong họ Geometridae.